# Inspiration Rocks
Inspiration Rocks är en kulle i Antarktis. Den ligger i Västantarktis. Inget land gör anspråk på området. Toppen på Inspiration Rocks är 700 meter över havet.
Terrängen runt Inspiration Rocks är bergig, och sluttar norrut. Trakten är obefolkad. Det finns inga samhällen i närheten. 